# Великі Возокани
Вельке Возокани (словац. Veľké Vozokany) — село в окрузі Комарно Нітранського краю Словаччини. Площа села 47,17 км². Станом на 31 грудня 2015 року в селі проживало 466 жителів.

## Історія
Перші згадки про село датуються 1209 роком.

## Населення
| Рік:            | 1994. | 2004.   | 2014.   | 2024.    |
| --------------- | ----- | ------- | ------- | -------- |
| Кількість осіб: | 532   | 504     | 479     | 426      |
| Різниця:        |       | -5,26 % | -4,96 % | -11,06 % |

| Рік:            | 2023. | 2024.   |
| --------------- | ----- | ------- |
| Кількість осіб: | 431   | 426     |
| Різниця:        |       | -1,16 % |